# Fatberg

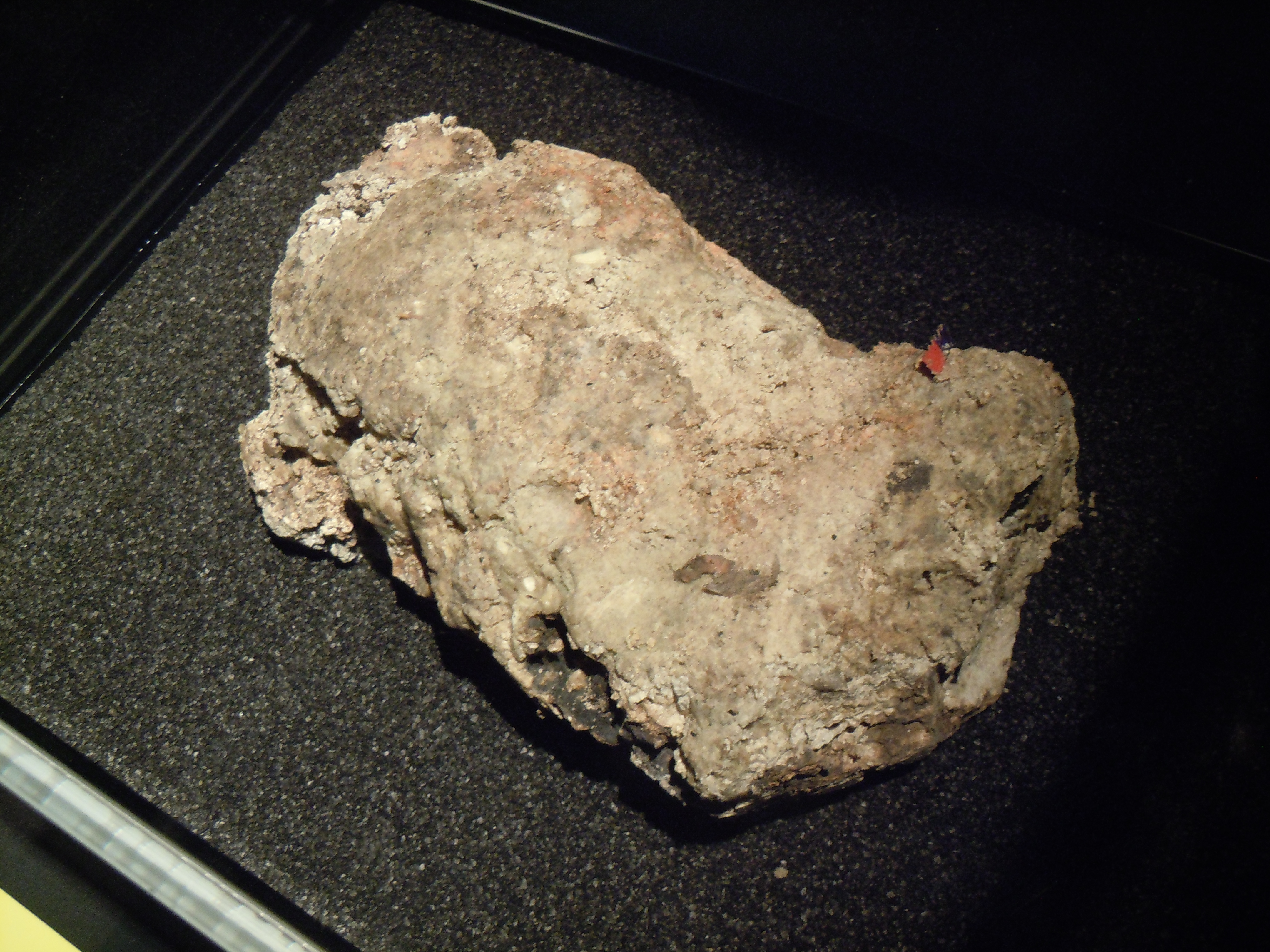
Un élément, après déshydratation, du fatberg de 130 tonnes de Whitechapel, exposé au Musée de Londres.

Un fatberg est un très gros amas de graisses alimentaires et autres déchets ménagers que l'on peut trouver dans les égouts. C'est un mot-valise formé à partir de l'anglais « fat » (graisse, ou gras) et du néerlandais  « berg » (montagne) en référence à l'iceberg.
Les fatbergs bloquent progressivement les canalisations et menacent de provoquer des inondations dans les maisons et les commerces.

## Composition
Malgré leur nom les fatbergs contiennent très peu de lipides (environ 0,5 %) et sont constitués à 93 % de lingettes et rince-doigts en plastiques non biodégradables.

## Apparition desfatbergsdans les médias
En août 2013, un fatberg a été trouvé dans des canalisations situées sous une importante artère de Kingston, dans le sud-ouest de Londres. Mesurant la taille d'un autobus et pesant plus de quinze tonnes, son passage nécessita six semaines de travaux pour la réparation des égouts,.
Un fatberg beaucoup plus gros a été découvert en mai 2014 dans les égouts de Manchester. Son poids était évalué à environ cent tonnes, soit dix autobus à deux étages,. En septembre 2017, le record a été atteint avec un fatberg de 130 tonnes, 250 mètres de long dans un égout de Whitechapel dans l'Est de Londres.
Les égouts de la plupart des grandes villes du monde, de Canberra à Montréal contiennent des fatbergs. Mais ce n'est que récemment que les médias s'y sont intéressés.
À la suite d'un vote public sur Twitter, le terme n'est pas entré dans l'édition 2014 du dictionnaire anglais Collins. Un vote similaire organisé par The Guardian a conduit au même rejet du terme.

## Causes et mesures préventives
Les lingettes humides, le papier toilette épais ou luxueux et surtout les couches culottes en polyester sont les principales causes des fatbergs. À Londres, où la compagnie d'assainissement Thames Water, qui doit déboucher ses égouts 40 000 fois par an et dépense un million de livres tous les mois pour nettoyer des tuyaux bouchés par les graisses et autres huiles déversées par des milliers de restaurants, les usagers sont encouragés à jeter les matières grasses à la poubelle et non dans les éviers,,,,.
Au Royaume-Uni, le gouvernement envisage l'interdiction des rince-doigts et essaie d'inciter les consommateurs à ne pas les jeter aux toilettes.

## Traitement desfatbergset autres amas de graisse
Les fatbergs sont retirés en les fractionnant à l'aide de jets d'eau et en aspirant les morceaux.
Les grumeaux de substance solidifiée qui en résultent peuvent être aussi solides que le béton, et un équipement spécial est nécessaire pour les retirer,.
À Londres, les graisses et huiles sont transformées en savon ou en biodiesel par Countyclean, l'entreprise qui a procédé à l'évacuation du gros bloc de graisse découvert en août 2013,,,,.
La compagnie d'assainissement Thames Water et le fournisseur d'énergie 20C ont proposé de se servir des fatbergs comme combustible pour alimenter une centrale électrique,.